# Гордана Тодоровић
Гордана Тодоровић (Драјинац, код Сврљига, 1933 — Београд, 1979) српска је песникиња. У Сврљигу се од 1982. године одржавају Дани Гордане Тодоровић посвећени њеном раду.

## Биографија
Школовала се у Параћину и Нишу, где је у Гимназији „Стеван Сремац“, у литерарној дружини „Његош“, дошао до изражаја њен песнички таленат. Прве песме објављује у београдском Полету, а потом и у Сведочанствима. Те песме су се после нашле у првој збирци песма „Гинмазијски тренутак“ за коју је добила Бранкову награду. Њена поезија је доносила нову свежину у српску поезију са бројним кованицама у духу народног језика. Потом се са мајком преселила у Београд. Гордана Тодоровић није могла да се запосли због свог јако нежног здравља и болести која ју је целог живота пратила.

## Збирке песама
- Гимназиски тренутак, Београд, 1954; Ниш, 1989;
- Сунце, Београд, 1959;
- Срце завичаја, Београд, 1965;
- Поносно класје, Београд, 1973;

и постхумна издања:
- Изабране песме, Београд, 1984;
- Песме, приредио Славољуб Обрадовић, Ниш, 2004;
- Крилате ватре, приредио Славољуб Обрадовић 2011;
- Цвркути јутара, приредио Јован Младеновић, 2016;
- Сабрана дела I-III, приредила Милица Миленковић, 2018;
- Живети због песме (сабране песме из Књижевних новина 1974-1978), приредила Милица Миленковић, 2019.

## Студије о Горданиној поезији
- Недељко Богдановић: Поетски речник Гордане Тодоровић, Београд, 2011.